# Proustit
Proustit, veraltet unter anderem auch als Lichtes Rotgültigerz, Rubinblende oder Arsensilberblende bekannt, ist ein relativ selten vorkommendes Mineral aus der Mineralklasse der „Sulfide und Sulfosalze“. Er kristallisiert im trigonalen Kristallsystem mit der Zusammensetzung Ag3[AsS3], ist also chemisch gesehen ein zu den Sulfosalzen gehörendes Silber-Sulfoarsenid.
Proustit entwickelt meist durchscheinende bis undurchsichtige und oft flächenreiche Kristalle mit kurz- bis langprismatischem, rhomboedrischem oder skalenoedrischem Habitus sowie flach- oder spitzpyramidalen Enden. Daneben findet er sich aber in Form körniger bis massiger Mineral-Aggregate, krustiger Überzüge oder Dendriten. Sichtbare Kristallflächen weisen einen diamantähnlichen Glanz auf.

## Etymologie und Geschichte

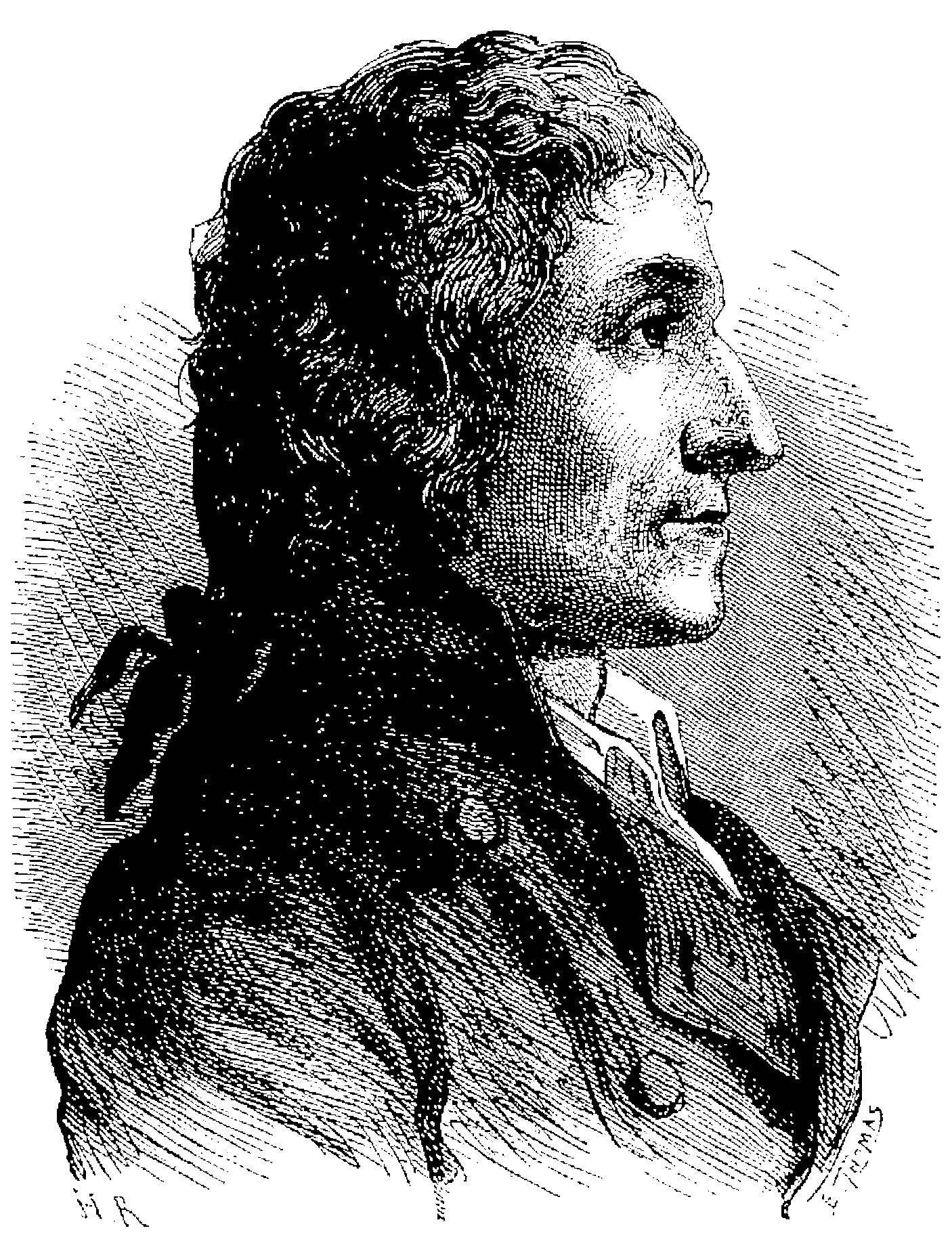
Namensgeber Joseph Louis Proust

Nach Franz Xaver Zippe (1857) und Franz von Kobell (1864) wurden die Begriffe Rothgiltigertz beziehungsweise rotgüldenes Ertz bereits von Basilius Valentinus im 14. Jahrhundert verwendet. Georgius Agricola beschreibt 1546 ein Rotgolderz (Argentum ruderubrum) während Conrad Gesner das Mineral 1565 Argentum rubricoloris, also Rotgüldenerz nennt.
Die Bezeichnung Rotgültig bzw. Rotgültigerz (auch Rotgültigertz, nach Mathesius 1562), roth Güldig Ertz (nach Ercker 1580) und Rothgüldenerz (nach Henckel 1754) wurde mindestens seit dem 16. Jahrhundert unter Bergleuten für reiche Silber-Erze mit rötlicher Farbe und starkem, blendeartigem Glanz verwendet. Durch Johann Friedrich Henckel ist seit 1754 auch die Bezeichnung Rothgüldenerz überliefert.
Abraham Gottlob Werner unterschied zwar bereits 1789 zwischen Dunklem und Lichtem Rotgiltigerz, allerdings konnte der Chemiker Joseph Louis Proust erst 1804 durch seine chemischen Analysen klären, dass die Rotgültigerze von Antimon (Dunkel, Ag3SbS3) und Arsen (Licht, Ag3AsS3) zwei eigenständige Minerale sind.
Während das häufiger vorkommende Dunkle Rotgültigerz 1831 durch Ernst Friedrich Glocker den Namen Pyrargyrit (von griech. πῦρ [pûr] „Feuer“ und ἄργυρος [argyros] für „Silber“) erhielt, benannte François Sulpice Beudant 1832 das Lichte Rotgültigerz nach Proust, um dessen Leistung zur Aufklärung der Zusammenhänge um die Rotgültigerze zu würdigen.
Da der Proustit bereits lange vor der Gründung der International Mineralogical Association (IMA) bekannt und als eigenständige Mineralart anerkannt war, wurde dies von ihrer Commission on New Minerals, Nomenclature and Classification (CNMNC) übernommen und bezeichnet den Proustit als sogenanntes „grandfathered“ (G) Mineral. Die seit 2021 ebenfalls von der IMA/CNMNC anerkannte Kurzbezeichnung (auch Mineral-Symbol) von Proustit lautet „Prs“.
Da für Proustit keine Typlokalität definiert ist, gibt es auch kein historisches Typmaterial zu diesem Mineral. Ein Neotypmaterial ist bisher nicht definiert (Stand 2024).

## Klassifikation
Bereits in der zuletzt 1977 überarbeiteten 8. Auflage der Mineralsystematik nach Strunz gehörte der Proustit zur Mineralklasse der „Sulfide und Sulfosalze“ und dort zur Abteilung „Komplexe Sulfide (Sulfosalze)“, wo er gemeinsam mit Pyrargyrit in der „Proustit-Reihe“ mit der Systemnummer II/D.01a steht.
In der zuletzt 2018 überarbeiteten Lapis-Systematik nach Stefan Weiß, die formal auf der alten Systematik von Karl Hugo Strunz in der 8. Auflage basiert, erhielt das Mineral die System- und Mineralnummer II/E.07-010. Dies entspricht der Abteilung „Sulfosalze (S : As,Sb,Bi = x)“, wo Proustit zusammen mit Debattistiit, Eckerit, Manganoquadratit, Pyrargyrit, Pyrostilpnit, Quadratit, Samsonit und Xanthokon eine unbenannte Gruppe mit der Systemnummer II/E.07 bildet.
Die von der International Mineralogical Association (IMA) zuletzt 2009 aktualisierte 9. Auflage der Strunz’schen Mineralsystematik ordnet den Proustit dagegen in die Abteilung „Sulfarsenide, Sulfantimonide, Sulfbismutide“ ein. Diese ist weiter unterteilt nach der Kristallstruktur und der möglichen Anwesenheit zusätzlicher Schwefelionen, so dass das Mineral entsprechend seinem Aufbau und seiner Zusammensetzung in der Unterabteilung „Insel-Sulfarsenide (Neso-Sulfarsenide) usw., ohne zusätzlichen Schwefel (S)“ zu finden ist, wo es zusammen mit Pyrargyrit die „Proustitgruppe“ mit der Systemnummer 2.GA.05 bildet.
In der vorwiegend im englischen Sprachraum gebräuchlichen Systematik der Minerale nach Dana hat Proustit die System- und Mineralnummer 03.04.01.01. Dies entspricht ebenfalls der Klasse der „Sulfide und Sulfosalze“ und dort der Abteilung „Sulfosalze“. Hier findet er sich innerhalb der Unterabteilung „Sulfosalze mit dem Verhältnis 3 > z/y und der Zusammensetzung (A+)i (A2+)j [ByCz], A = Metalle, B = Halbmetalle, C = Nichtmetalle“ in der  „Proustitgruppe“, in der auch Pyrargyrit eingeordnet ist.

## Chemismus
In der idealen, stoffreinen Zusammensetzung von Proustit (Ag3AsS3) besteht das Mineral aus Silber (Ag), Arsen (As) und Schwefel (S) im Verhältnis von 3 : 1 : 3. Dies entspricht einem Massenanteil (Gewichtsprozent) von 65,41 Gew.-% Ag, 15,14 Gew.-% As und 19,44 Gew.-% S.
Die Analyse von natürlichem Proustit aus Cobalt in der kanadischen Provinz Ontario ergab leicht abweichende Werte von 64,12 Gew.-% Ag, 15,90 Gew.-% As und 19,28 Gew.-% S sowie als Fremdbeimengung 0,08 Gew.-% Antimon (Sb) und 0,75 Gew.-%Kupfer (Cu) nicht weiter differenzierte Anteile.
Ähnliches Material aus der Veta Rica mine bei Coahuila in Mexiko enthielten 64,65 Gew.-% Ag, 15,25 Gew.-% As und 20,18 Gew.-% S sowie ebenfalls Spuren von Sb und 0,70 Gew.-% Cu.

## Kristallstruktur
Proustit kristallisiert trigonal in der Raumgruppe R3c (Raumgruppen-Nr. 161) mit den Gitterparametern a = 10,82 Å und c = 8,69 Å sowie 6 Formeleinheiten pro Elementarzelle.
Die Kristallstruktur besteht aus einer rhomboedrischen Elementarzelle, deren Ecken und Zentrum durch AsS3-Gruppen besetzt werden. Diese Gruppen bilden flache Pyramiden mit As als Spitze, in den Lücken sich die Ag-Atome befinden, wobei jedes S-Atom jeweils zwei Ag-Atome als nächste Nachbarn hat.

## Eigenschaften

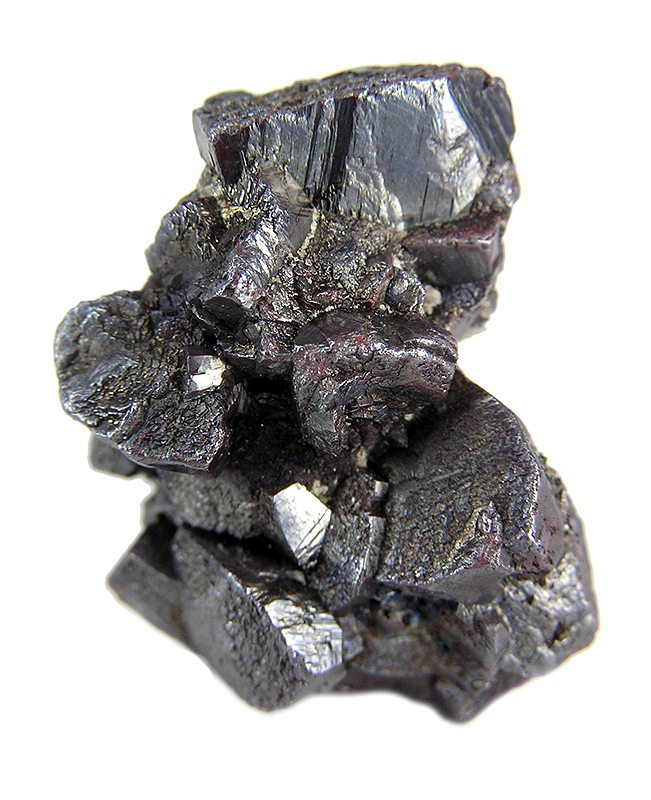
Proustit mit Silberüberzug aus Sachsen, Deutschland (Größe: 3,3 cm × 2,7 cm × 1,6 cm)

Die Farbe von frischen Proustitproben variiert zwischen Scharlach- und Zinnoberrot. Unter Lichteinwirkung dunkelt das Mineral mit der Zeit nach und wird fast schwarz. Gleichzeitig „ergraut“ es aufgrund eines feinen Silberüberzuges. Von dem sehr ähnlichen, ebenfalls nachdunkelnden Pyrargyrit lässt er sich allerdings durch seine hellere, zinnoberrote Strichfarbe unterscheiden.
Vor dem Lötrohr schmilzt Proustit auf Kohle zu einem Silberkorn, wobei sich Arsengeruch bemerkbar macht.

## Modifikationen und Varietäten
Proustit ist neben dem Xanthokon die zweite Modifikation der Verbindung Ag3AsS3.

## Bildung und Fundorte

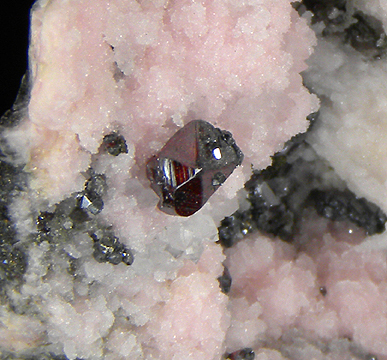
Proustit auf Rhodochrosit aus der „Uchucchacua Mine“, Provinz Oyón, Lima, Peru (Gesamtgröße: 5,6 cm × 4,6 cm × 4,2 cm)

Proustit bildet sich primär aus arsenreichen hydrothermalen Lösungen in Kobalt-Nickel- und Blei-Zink-Ganglagerstätten. Begleitminerale können unter anderem gediegen Silber, Stephanit, Rhodochrosit, Galenit, Pyrit, Argentit und Pyrargyrit sein.
Als eher seltene Mineralbildung kann Proustit an verschiedenen Fundorten zum Teil reichlich vorhanden sein, insgesamt ist er aber wenig verbreitet. Weltweit sind bisher rund 860 Vorkommen dokumentiert. Bekannt aufgrund außergewöhnlicher Proustitfunde ist vor allem die Silberlagerstätte bei Chañarcillo im Kleinen Norden von Chile, wo bis zu 10 cm lange Kristalle zutage traten. Der mit über 12 cm bisher längste, bekannte Kristall wurde allerdings 1936 bei Schneeberg (Sachsen, Deutschland) gefunden und die „Poorman Mine“ bei Banner im Boise County (Idaho, USA) gab 1865 Funde von kristallinen Massen mit einem Gewicht von über 250 kg bekannt.
Weitere Fundorte liegen unter anderem in Argentinien, Australien (New South Wales), Bolivien, Chile, China, Deutschland (Erzgebirge, Harz, Schwarzwald), Fidschi (Viti Levu), Frankreich, Griechenland, Indonesien (Sumatra), Irland, Italien (Sardinien), Japan, Kanada (Ontario), Kasachstan, Madagaskar, Marokko (Souss-Massa-Daraâ), Mexiko (Chihuahua, Guanajuato, Guerrero), Neuseeland, Norwegen, Österreich (Kärnten, Salzburg, Tirol), Peru, Philippinen (Luzon), Polen (Niederschlesien), Rumänien, Russland, Saudi-Arabien, Schweden, Schweiz (Kanton Wallis), Slowakei (Banská Bystrica, Košice), Südafrika, Spanien (Andalusien), Tschechien (Böhmen, Mähren), Ungarn (Borsod-Abaúj-Zemplén), im Vereinigten Königreich (England, Wales) und den Vereinigten Staaten (Arizona, Colorado, Idaho, Nevada).

## Verwendung
Als „edles“ Silbererz (Silberanteil: 65,41 %) wird Proustit zur Silbergewinnung abgebaut.